# Kostel Panagia Theoskepasti

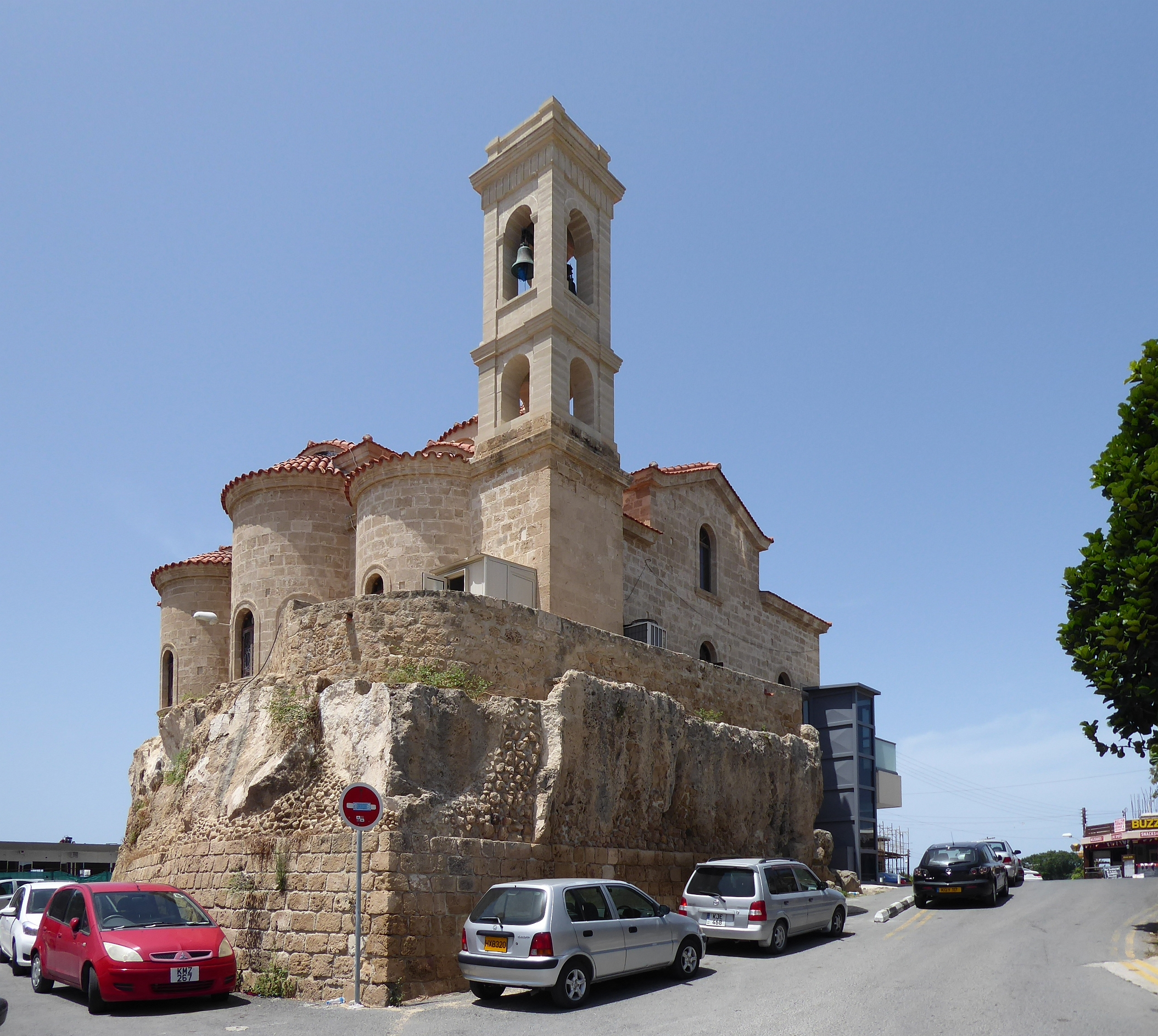
Pohled přes silnici.

Kostel Panagia Theoskepasti (řecky Παναγίας Θεοσκέπαστης) je byzantský pravoslavný kostel v centru Pafosu na Kypru. Je součástí oblasti zapsané roku 1980 na Seznam světového dědictví UNESCO. Původní kostel pochází z 10. století, dnešní podoba pochází z roku 1923.

## Starý kostel
Kostel byl postaven v 10. století, kdy byl Kypr součástí Byzantské říše. Kostel byl a je zasvěcen Panně Marii. Kostel se nachází na přirozené vyčnívající skále blízko pobřeží.

## Legenda a název
Panagia je jedním z řeckých titulů Panny Marie a Theoskepasti znamená v řečtině "Bohem zahalená". Koncem 11. století Pafos přepadli Arabové. Kostel se podle legendy zahalil do tmavých mraků mlhy a stal se neviditelným, jakmile se k němu útočníci přiblížili. Název Theoskepasti je složený z řeckých slov „Theos“, což znamená Bůh, a „skepazo“,což znamená zahalit. Význam slova Theoskepasti je "Zahalený Bohem".

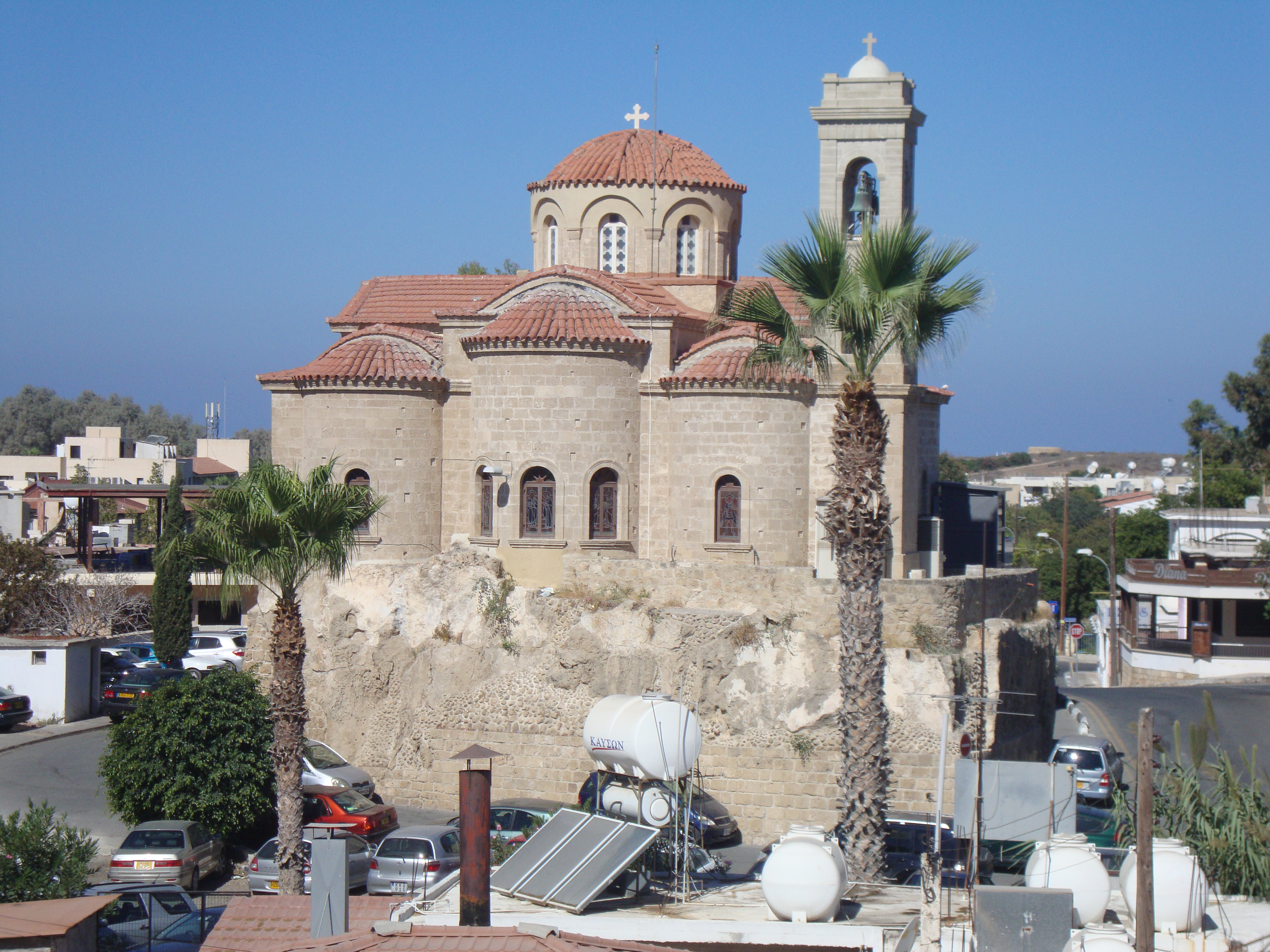
Pohled z dálky.

Podle jiné tradice do kostela vstoupil jeden Arab a když chtěl ukrást zlatou svíčku, tak mu Bůh usekl ruku.

## Nový kostel
Současný kostel je postaven na základech starého byzantského kostela. K obnově kostela došlo v roce 1923, přičemž byla zachována původní architektura a vzhled. Úplná obnova kostela byla dokončena v březnu 2009.
V kostele jsou uloženy ikony, mezi nimi i zázračná ikona Panny Marie pokrytá stříbrem, která je dle tradice jednou ze 70 ikon, které osobně namaloval Svatý Lukáš, autor Lukášova evangelia z Nového zákona.